# Gabriel Agbonlahor
Gabriel Imuetinyan Agbonlahor (Birmingham, 13 ottobre 1986) è un ex calciatore inglese, di origini nigeriane, di ruolo attaccante. È il miglior marcatore dell'Aston Villa in Premier League con 74 reti.

## Carriera

### Club

#### Aston Villa
Di padre nigeriano e madre scozzese, è cresciuto nelle giovanili dell'Aston Villa e conta due brevi periodi in prestito al Watford e allo Sheffield Wednesday, entrambi in Championship.
Esordì in Premier League nella stagione 2005-2006, con la maglia dell'Aston Villa il 18 marzo 2006, sotto la guida di David O'Leary, contro l'Everton a Goodison Park per mancanza di attaccanti per infortuni. Segnò al suo debutto dopo 63 minuti, anche se la squadra perse 4 a 1.
Cominciò la stagione 2006-2007 segnando 4 gol in 5 partite di pre-stagione, una doppietta contro il Walsall e il gol della bandiera nella sconfitta contro il NEC Nijmegen per 2–1. In quella stagione Agbonlahor segnò il 30 settembre la rete del pareggio contro i campioni in carica del Chelsea, il 28 ottobre l'unica marcatura della sua squadra sia contro il Liverpool che nella sconfitta per 3-1 contro il Manchester United. Le prestazioni in campo gli fruttarono un nuovo contratto quadriennale.
Nella stagione 2007-2008 si distinse per aver segnato il secondo sigillo nella vittoria sul Chelsea del 2 settembre, quando la squadra vinse 2–0; al termine, il 15 agosto 2008, l'Aston Villa annunciò che Agbonlahor aveva firmato un nuovo contratto quadriennale, legandolo al club sino al 2012. Al nuovo contratto seguì una tripletta (un gol di testa, uno di destro e uno di sinistro) in sette minuti contro il Manchester City nella partita di inizio stagione al Villa Park, la seconda più veloce tripletta della storia della Premier League, per la quale fu scelto come uomo della partita che finì con una vittoria per 4–2.

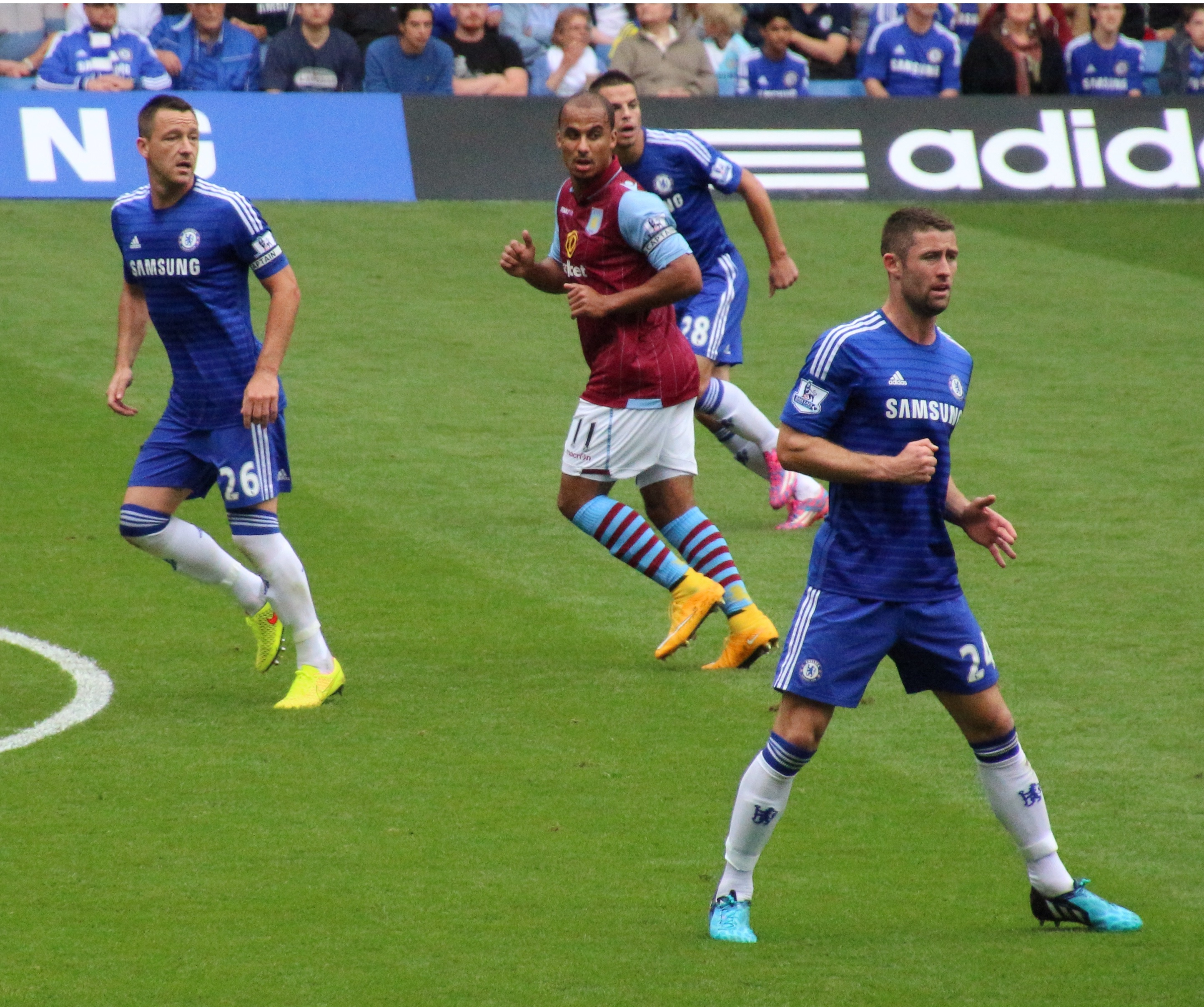
Agbonlahor nel 2014 in una gara contro il, circondato da Terry, Cahill e Azpilicueta

Nel 2016 i Villans navigano nei bassi fondi della classifica, e il 9 aprile dello stesso anno arriva la retrocessione in Championship. Quella stessa sera Gabriel si chiude in un noto hotel di Londra, in compagnia di alcuni amici e di un paio di ragazze, inalando anche del gas esilarante (ossido di diazoto). Diverse immagini della festa privata sono finite anche nella rete, facendo montare la rabbia del popolo dei Villans. Dopo essere stato pesantemente multato e messo fuori rosa dall'Aston Villa, ha deciso di rassegnare le sue dimissioni da capitano dei Villans, comunicando la propria decisione tramite il proprio profilo Instagram.
L'inizio della stagione successiva lo vede giocare qualche partita con la formazione under 23, aprendo la strada al reintegro in rosa. Torna a calcare i campi di gioco con la prima squadra il 30 ottobre 2016, giocando gli ultimi nove minuti della partita contro il Birmingham City. Lascia il club nel 2018 e il 27 marzo del 2019, a soli 32 anni, annuncia il suo ritiro dal calcio giocato.

### Nazionale
Le sue origini gli avrebbero permesso di giocare per la Scozia o la Nigeria, ma scelse l'Inghilterra. Il 1º febbraio 2008 fu convocato da Fabio Capello per la partita contro la Svizzera, ma dovette rinunciare per infortunio. Rimase in panchina nelle vittorie della Nazionale contro Stati Uniti e Trinidad e Tobago. Il 15 novembre 2008 fu convocato per la partita contro la Germania allo Stadio Olimpico di Berlino insieme agli allora compagni di squadra Ashley Young, Curtis Davies e Gareth Barry. Partì tra i titolari e giocò 76 minuti. L'11 febbraio 2009 fu nuovamente titolare contro la Spagna, giocando 75 minuti. La sua terza partita, la prima valevole per una gara non amichevole, fu disputata il 15 ottobre 2009 contro la Bielorussia, in cui fu sostituito al 66'.

## Statistiche

### Presenze e reti nei club
| Stagione           | Squadra             | Campionato         | Campionato | Campionato | Coppe nazionali | Coppe nazionali | Coppe nazionali | Coppe continentali | Coppe continentali | Coppe continentali | Altre coppe | Altre coppe | Altre coppe | Totale | Totale |
| Stagione           | Squadra             | Comp               | Pres       | Reti       | Comp            | Pres            | Reti            | Comp               | Pres               | Reti               | Comp        | Pres        | Reti        | Pres   | Reti   |
| ------------------ | ------------------- | ------------------ | ---------- | ---------- | --------------- | --------------- | --------------- | ------------------ | ------------------ | ------------------ | ----------- | ----------- | ----------- | ------ | ------ |
| set.-ott. 2005     | Watford             | FLC                | 2          | 0          | FACup+CdL       | 0+0             | 0               | -                  | -                  | -                  | -           | -           | -           | 2      | 0      |
| ott.-dic. 2005     | Sheffield Wednesday | FLC                | 8          | 0          | FACup+CdL       | 0+0             | 0               | -                  | -                  | -                  | -           | -           | -           | 8      | 0      |
| gen.-giu. 2006     | Aston Villa         | PL                 | 9          | 1          | FACup+CdL       | 0+0             | 0               | -                  | -                  | -                  | -           | -           | -           | 9      | 1      |
| 2006-2007          | Aston Villa         | PL                 | 38         | 9          | FACup+CdL       | 1+3             | 0+1             | -                  | -                  | -                  | -           | -           | -           | 42     | 10     |
| 2007-2008          | Aston Villa         | PL                 | 37         | 11         | FACup+CdL       | 1+2             | 0               | -                  | -                  | -                  | -           | -           | -           | 40     | 11     |
| 2008-2009          | Aston Villa         | PL                 | 36         | 12         | FACup+CdL       | 2+1             | 0               | Int+CU             | 2+7                | 0+1                | -           | -           | -           | 48     | 13     |
| 2009-2010          | Aston Villa         | PL                 | 36         | 13         | FACup+CdL       | 2+6             | 1+2             | UEL                | 2                  | 0                  | -           | -           | -           | 46     | 16     |
| 2010-2011          | Aston Villa         | PL                 | 26         | 3          | FACup+CdL       | 3+2             | 0+1             | UEL                | 1                  | 1                  | -           | -           | -           | 32     | 5      |
| 2011-2012          | Aston Villa         | PL                 | 33         | 5          | FACup+CdL       | 2+1             | 1+0             | -                  | -                  | -                  | -           | -           | -           | 36     | 6      |
| 2012-2013          | Aston Villa         | PL                 | 28         | 9          | FACup+CdL       | 1+4             | 0+3             | -                  | -                  | -                  | -           | -           | -           | 33     | 12     |
| 2013-2014          | Aston Villa         | PL                 | 30         | 4          | FACup+CdL       | 0+1             | 0               | -                  | -                  | -                  | -           | -           | -           | 31     | 4      |
| 2014-2015          | Aston Villa         | PL                 | 34         | 6          | FACup+CdL       | 2+0             | 0               | -                  | -                  | -                  | -           | -           | -           | 36     | 6      |
| 2015-2016          | Aston Villa         | PL                 | 15         | 1          | FACup+CdL       | 1+2             | 0               | -                  | -                  | -                  | -           | -           | -           | 18     | 1      |
| 2016-2017          | Aston Villa         | FLC                | 13         | 1          | FACup+CdL       | 1+0             | 0+0             | -                  | -                  | -                  | -           | -           | -           | 14     | 1      |
| 2017-2018          | Aston Villa         | FLC                | 6          | 1          | FACup+CdL       | 0+0             | 0+0             | -                  | -                  | -                  | -           | -           | -           | 6      | 1      |
| Totale Aston Villa | Totale Aston Villa  | Totale Aston Villa | 341        | 76         |                 | 38              | 9               |                    | 12                 | 2                  |             | -           | -           | 391    | 87     |
| Totale carriera    | Totale carriera     | Totale carriera    | 351        | 76         |                 | 38              | 9               |                    | 12                 | 2                  |             | -           | -           | 401    | 87     |

### Cronologia presenze e reti in nazionale
| Cronologia completa delle presenze e delle reti in nazionale ― Inghilterra | Cronologia completa delle presenze e delle reti in nazionale ― Inghilterra | Cronologia completa delle presenze e delle reti in nazionale ― Inghilterra | Cronologia completa delle presenze e delle reti in nazionale ― Inghilterra | Cronologia completa delle presenze e delle reti in nazionale ― Inghilterra | Cronologia completa delle presenze e delle reti in nazionale ― Inghilterra | Cronologia completa delle presenze e delle reti in nazionale ― Inghilterra | Cronologia completa delle presenze e delle reti in nazionale ― Inghilterra |
| Data                                                                       | Città                                                                      | In casa                                                                    | Risultato                                                                  | Ospiti                                                                     | Competizione                                                               | Reti                                                                       | Note                                                                       |
| -------------------------------------------------------------------------- | -------------------------------------------------------------------------- | -------------------------------------------------------------------------- | -------------------------------------------------------------------------- | -------------------------------------------------------------------------- | -------------------------------------------------------------------------- | -------------------------------------------------------------------------- | -------------------------------------------------------------------------- |
| 19-11-2008                                                                 | Berlino                                                                    | Germania                                                                   | 1 – 2                                                                      | Inghilterra                                                                | Amichevole                                                                 | -                                                                          | 77’                                                                        |
| 11-2-2009                                                                  | Siviglia                                                                   | Spagna                                                                     | 2 – 0                                                                      | Inghilterra                                                                | Amichevole                                                                 | -                                                                          | 75’                                                                        |
| 14-10-2009                                                                 | Londra                                                                     | Inghilterra                                                                | 3 – 0                                                                      | Bielorussia                                                                | Qual. Mondiali 2010                                                        | -                                                                          | 66’                                                                        |
| Totale                                                                     |                                                                            | Presenze                                                                   | 3                                                                          |                                                                            | Reti                                                                       | 0                                                                          |                                                                            |